# Zagórki (powiat człuchowski)
Zagórki (kaszb. Człëchòwsczé Zôgórczi lub Zôgórczi) – osada w Polsce położona w województwie pomorskim, w powiecie człuchowskim, w gminie Człuchów. 
Osada jest częścią składową sołectwa Rychnowy.
W latach 1975–1998 miejscowość administracyjnie należała do województwa słupskiego.